# Hunyadfi Magda
Hunyadfi Magda, születési neve Siflis Magda, névváltozatok Hunyadfi Magdolna, Hunyadfy Magda, Hunyadfy Magdolna (Budapest, 1937. július 1. – Fort Wayne, Indiana, USA,  2003. június 19.) úszó, az 1950-es években 100 és 200 m-es háton és vegyes váltóban sokszoros magyar bajnok. Az 1952-es helsinki olimpián 100 m-es hátúszásban tagja volt a magyar válogatottnak.
Siflis Géza (1907–1948) labdarúgókapus és Szász Magda mellúszó lánya, akit édesanyja második férje, Hunyadfi István örökbe fogadott.
1966-ban családjával az Egyesült Államokban telepedett le.